# .ma
.maは国別コードトップレベルドメイン（ccTLD）の一つで、モロッコに割り当てられている。.maや.co.maの登録を行う場合、管理者は現地でコンタクトが取れなければならない。.net.maや.gov.ma等のその他のセカンドレベルドメインへの登録には他の制限もある。

## 歴史
2003年、Internet Assigned Numbers Authorityは、.maドメインの登録事務をEcole Mohammadia d'Ingenieursに委任するという要求を承認した。
1995年、.maドメインの技術管理はMaroc Telecomに引き継がれ、2008年時点でも続いている。
2006年5月12日、IANAは.maドメインの管理者を再指名し、ANRTを唯一の登録管理機関とした。
数年後、ANRTはドメインの管理権を5年間の期限付きで市場に売りに出し、新しい組織が12ヶ月のうちにExtensible Provisioning Protocolに基づいてシステムを提供した。2010年以前に.maドメインが完全に自動化されることは、期待されていないことだった。

## 統計
- .maのホスト数:275,889 (2008)[2]
- モロッコのインターネットユーザー:7,300,000 (2006)[3]
- モロッコのADSL:550,000 (2007)[4]

## セカンドレベルドメイン
登録はセカンドレベルか、様々なカテゴリーのセカンドレベルの下のサードレベルに行われる。セカンドレベルドメインには以下の様な種類がある。
- .ma: 一般用
- net.ma: インターネットプロバイダ
- ac.ma: 教育機関
- org.ma: 組織
- gov.ma: 政府
- press.ma: 報道機関
- co.ma: 商業組織